# Ida Königsmarck
Ida Königsmarck (död 1450), var en svensk frälsekvinna och länsinnehavare av Kastelholms län. Hon var dotter till Henning Königsmarck och gift med först Tomas Von Vitzen och sedan Bengt Pogwisch.
Ida Königsmark är omnämnd i Karlskrönikan för sina insatser i samband med Engelbrektsupproret. Hon innehade då Kastelholms slott vilket hon övertagit efter sin andre man Bengt Pogwisch som hade det i förläning vid sin död 1432, när en upprorstrupp 1433 inledde en belägring av slottet.
Rimkönikan säger härom:
Fru Yda en utlänsk Qvinna;

Bättre Konenungen henne trodde

Än någon then i Sverige bodde;

Thet var nu Svenskom til spott

At Qvinna skulle råda Riksens Slott
Befälet på slottet skall dock ha förts av hennes son, Otto Pogwisch, som ganska snart kapitulerade för de finländska bönderna.